# Бовец
Бовец (словен. Bovec, итал. Plezzo, нем. Flitsch) — город в западной части Словении, в регионе Словенское Приморье.
Расположен в долине реки Соча, недалеко от границы с Австрией и Италией. Находится на высоте 451 м над уровнем моря у подножья пика Канин (2585 м), в 136 км к северо-западу от Любляны. Восточнее города раскинулся национальный заповедник Триглав. Является самым высокогорным альпийским курортным городком Словении. Первый раз упомянут в письменных источниках в 1192 году. По данным на 2012 год население города насчитывает 1613 человек; население всей общины — 3186 человек.